# Hans von Lindenau

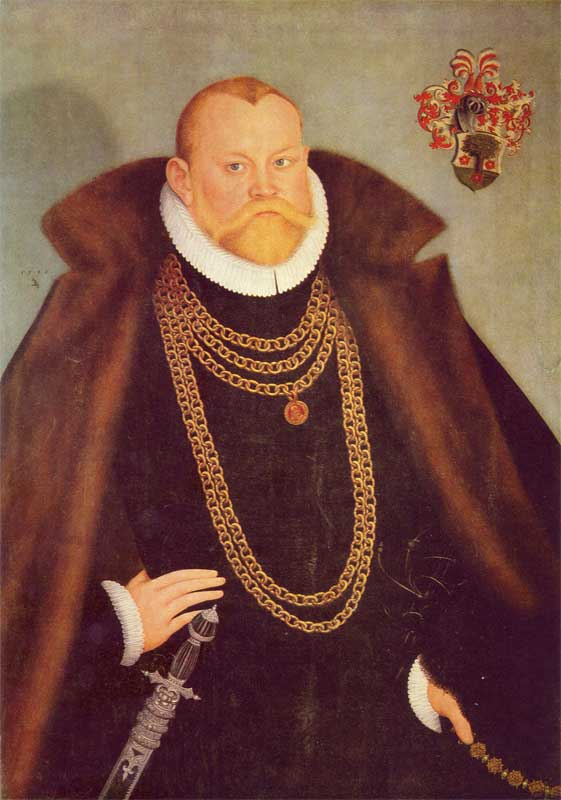
Hans von Lindenau, Cranach-Gemälde, datiert 1581

Hans von Lindenau war ein deutscher Gutsbesitzer und kursächsischer Politiker. Er befand sich im Besitz mehrerer Rittergüter und trat als Stifter hervor.

## Leben
Hans von Lindenau übernahm 1579 von Tham Pflug die Funktion des Oberaufsehers der Grafschaft Mansfeld. Gleichzeitig war er Amt- bzw. Hauptmann von Sangerhausen.
Er erwarb 1586 Ottendorf am Rand des östlichen Erzgebirges. Für die dortige Kirche stiftete er 1591 das Geld für die komplette Ausstattung.
1581 wurde Hans von Lindenau von Lucas Cranach d. J. porträtiert. Das Gemälde befindet sich als Leihgabe im Meißner Dom.
| Personendaten    | Personendaten                        |
| ---------------- | ------------------------------------ |
| NAME             | Lindenau, Hans von                   |
| KURZBESCHREIBUNG | kursächsischer Gutsbesitzer          |
| GEBURTSDATUM     | 16. Jahrhundert                      |
| STERBEDATUM      | 16. Jahrhundert oder 17. Jahrhundert |